# Danny Grainger
Daniel Leslie Grainger (Penrith, 28 juli 1986) is een Engelse voetballer (verdediger) die sinds 2013 voor de Schotse eersteklasser St. Mirren FC uitkomt. Voorheen speelde hij voor Gretna FC, op huurbasis voor Brechin City FC, Dundee United FC en St. Johnstone FC en Heart of Midlothian FC.
Grainger debuteerde voor Hearts FC op 23 juli 2011 in de uitwedstrijd tegen Rangers FC. De wedstrijd werd met 1-1 gelijkgespeeld.